# Gare de Carcassonne
Gare de Carcassonne vasútállomás Franciaországban, Carcassonne településen.

## Vasútvonalak
Az állomást az alábbi vasútvonalak érintik:
- Bordeaux–Sète-vasútvonal
- Carcassonne-Rivesaltes-vasútvonal

## Kapcsolódó állomások
A vasútállomáshoz az alábbi állomások vannak a legközelebb:
- Gare de Lézignan-Corbières
- Gare de Couffoulens - Leuc
- Gare de Bram